# Томашовці (округ Рімавська Собота)
Томашовці (словац. Tomášovce, угор. Balogtamási) — село, громада в окрузі Рімавська Собота, Банськобистрицький край, Словаччина. Кадастрова площа громади — 6,44 км². Населення — 190 осіб (за оцінкою на 31 грудня 2017 р.).
Знаходиться за ~10 км на схід від адмінцентра округу міста Рімавска Собота.
Перша згадка 1405 року.

## Географія
Водойма — Блг.

## Населення
| Рік:            | 1994. | 2004.   | 2014.   | 2024.    |
| --------------- | ----- | ------- | ------- | -------- |
| Кількість осіб: | 221   | 199     | 204     | 248      |
| Різниця:        |       | -9,95 % | +2,51 % | +21,56 % |

| Рік:            | 2023. | 2024.    |
| --------------- | ----- | -------- |
| Кількість осіб: | 221   | 248      |
| Різниця:        |       | +12,21 % |